# Jakkapan Pornsai
Jakkapan Pornsai (thailändisch จักรพันธ์ พรใส, * 28. März 1987 in Nong Khai), auch als Ball (thailändisch บอล) bekannt, ist ein thailändischer Fußballspieler.

## Karriere

### Spieler

#### Verein
Jakkapan Pornsai erlernte das Fußballspielen in der Universitätsmannschaft der King Mongkut’s University of Technology Thonburi in Bangkok. Seinen ersten Vertrag unterschrieb er 2009 beim damaligen Zweitligisten Police United. Nachdem der Verein Meister der Thai Premier League Division 1 geworden war, stieg er in die erste Liga, der Thai Premier League, auf. 2011 wechselte er zum Ligakonkurrenten Muangthong United nach Pak Kret, einem nördlichen Vorort der Hauptstadt Bangkok. Bis 2013 spielte er 15 Mal für Muangthong. Suphanburi FC, ebenfalls ein Verein der ersten Liga, verpflichtete ihn 2014. 78 Mal stand er für den Verein auf dem Platz, wobei er 19 Tore erzielte. Zurück nach Bangkok zog es ihn 2016 wo er einen Vertrag bei Bangkok Glass unterschrieb. 2017 verpflichtete ihn Bangkok United. Die Rückserie 2018 wurde er an den Ligakonkurrenten Ratchaburi Mitr Phol ausgeliehen. Anfang 2019 kehrte er wieder zu Bangkok United zurück. Mitte 2019 ging er wieder per Ausleihe bis Jahresende nach Ratchaburi. Nach Ende der Ausleihe wurde er von Mitr Phol am 1. Januar 2020 fest unter Vertrag genommen. Für Ratchaburi bestritt er 16 Ligaspiele. Im Juli 2022 wechselte er in die zweite Liga, wo er sich dem Ayutthaya United FC anschloss. Nach einer Saison, in der er 30 Zweitligaspiele absolvierte, wechselte er im Juni 2023 zum ebenfalls in der zweiten Liga spielenden Chiangmai FC. Am Ende der Saison 2023/24 belegte er mit dem Klub den vierten Tabellenplatz und qualifizierte sich somit für die Aufstiegsspiele zur ersten Liga. Hier konnte man sich jedoch nicht durchsetzen. Nachdem Chiangmai die Lizenz für die zweite Liga verweigert wurde, wechselte er im Juli 2024 zum Zweitligisten Kasetsart FC.

#### Nationalmannschaft
2010 spielte Jakkapan Pornsai dreimal in der U-23-Nationalmannschaft. Von 2011 bis 2015 trug er 18 Mal das Trikot der thailändischen Nationalmannschaft. Sein Debüt gab er am 24. November 2012 in einem Freundschaftsspiel gegen die Philippinen, das Thailand in Bangkok im Rajamangala Stadium mit 2:1 gewann.

### Trainer
Jakkapan Pornsai übernahm am 9. Oktober 2023, nachdem der Japaner Jun Fukuda zurückgetreten war, als Interimstrainer seinem Verein Chiangmai FC. Am 11. Oktober 2023 löste ihn der Spanier Albert Garcia Xicota nach drei Tagen wieder ab.

## Erfolge und Auszeichnungen

### Erfolge
Police United
- Thailändischer Zweitligameister: 2009  ▲

Muangthong United
- Thailändischer Meister: 2012

## Auszeichnungen
Thai Premier League
- Spieler des Monats Februar 2015